# ウクライナフィギュアスケート選手権
ウクライナフィギュアスケート選手権（ウクライナ語: Чемпіонат України по фігурному катанню на ковзанах）は、ウクライナのフィギュアスケート全国選手権。

## 概要
ウクライナのフィギュアスケート選手権は、シニアクラスの男女シングル、ペア、アイスダンスの4種目で行われ、開催日は毎年ほぼ12月に開催されている。2013年大会はISUカレンダーに掲載されたウクライナオープンを兼ねて開催された。

## 歴代メダリスト

### 男子シングル
| 年        | 開催地               | 金                           | 銀                           | 銅                           |
| --------- | -------------------- | ---------------------------- | ---------------------------- | ---------------------------- |
| 2000/2001 |                      | ドミトリー・ドミトレンコ     | ヴィタリー・ダニルチェンコ   | コンスタンティン・トゥピコフ |
| 2001/2002 |                      | ヴィタリー・ダニルチェンコ   | ドミトリー・ドミトレンコ     | アントン・コワレフスキー     |
| 2002/2003 |                      | コンスタンティン・トゥピコフ | アントン・コワレフスキー     |                              |
| 2003/2004 | キエフ               | ヴィタリー・ダニルチェンコ   | アントン・コワレフスキー     | ニコライ・ボンダール         |
| 2004/2005 | キエフ               | ヴィタリー・ダニルチェンコ   | コンスタンティン・トゥピコフ | アントン・コワレフスキー     |
| 2005/2006 |                      | アントン・コワレフスキー     | ヴィタリー・ダニルチェンコ   | ヴィタリー・サゾネツ         |
| 2006/2007 | キエフ               | アントン・コワレフスキー     | オレクシイ・ビチェンコ       | ニコライ・ボンダール         |
| 2007/2008 | キエフ               | ヴィタリー・サゾネツ         | オレクシイ・ビチェンコ       | ニコライ・ボンダール         |
| 2008/2009 | キエフ               | アントン・コワレフスキー     | ヴィタリー・サゾネツ         | ニコライ・ボンダール         |
| 2009/2010 | ドニプロペトロウシク | アントン・コワレフスキー     | ヴィタリー・サゾネツ         | オレクシイ・ビチェンコ       |
| 2010/2011 | キエフ               | アントン・コワレフスキー     | スタニスラフ・ペルツォフ     | ドミトリー・イグナテンコ     |
| 2011/2012 | キエフ               | スタニスラフ・ペルツォフ     | ドミトリー・イグナテンコ     | ヤコブ・ゴドロジャ           |
| 2012/2013 | キエフ               | ヤコブ・ゴドロジャ           | ドミトリー・イグナテンコ     | イーゴリ・レズニチェンコ     |
| 2013/2014 | キエフ               | ヤコブ・ゴドロジャ           | イーゴリ・レズニチェンコ     | イワン・パブロフ             |
| 2014/2015 | キエフ               | ヤロスラフ・パニオット       | イワン・パブロフ             | ミカエル・ミデュニツサ       |
| 2015/2016 | キエフ               | イワン・パブロフ             | ヤロスラフ・パニオット       | ミカエル・ミデュニツサ       |
| 2016/2017 | キエフ               | イワン・パブロフ             | ヤロスラフ・パニオット       | イヴァン・シュムラトコ       |
| 2017/2018 | キエフ               | ヤロスラフ・パニオット       | イワン・パブロフ             | イヴァン・シュムラトコ       |
| 2018/2019 | キエフ               | イヴァン・シュムラトコ       | アンドリイ・コクラ           | ミハイロ・レイバ             |
| 2019/2020 | キエフ               | イヴァン・シュムラトコ       | キリロ・マルサック           | アンドリイ・コクラ           |
| 2020/2021 | キエフ               | イヴァン・シュムラトコ       | キリロ・マルサック           | フェディール・クーリッシュ   |
| 2021/2022 | キエフ               | イヴァン・シュムラトコ       | グレブ・スモトロフ           | キリロ・マルサック           |
| 2022/2023 | ボフスラーウ         | キリロ・マルサック           | グレブ・スモトロフ           | セルギイ・ソコロフ           |
| 2023/2024 | ボフスラーウ         | キリロ・マルサック           | イヴァン・シュムラトコ       | ワジム・ノヴィコフ           |
| 2024/2025 | ボフスラーウ         | キリロ・マルサック           | セルギイ・ソコロフ           | 競技者なし                   |

### 女子シングル
| 年        | 開催地               | 金                         | 銀                         | 銅                         |
| --------- | -------------------- | -------------------------- | -------------------------- | -------------------------- |
| 2001/2002 |                      | ガリーナ・マニアチェンコ   | エレーナ・リアシェンコ     | スヴェトラーナ・ピリペンコ |
| 2002/2003 |                      | エレーナ・リアシェンコ     | ガリーナ・マニアチェンコ   | スヴェトラーナ・ピリペンコ |
| 2003/2004 | キエフ               | ガリーナ・マニアチェンコ   | オルガ・オルロワ           | イリーナ・ルキヤネンコ     |
| 2004/2005 | キエフ               | エレーナ・リアシェンコ     | エカテリーナ・プロイダ     | イリーナ・ルキヤネンコ     |
| 2005/2006 |                      | エレーナ・リアシェンコ     | アリサ・キレエワ           | イリナ・モウチャン         |
| 2006/2007 | キエフ               | エレオノラ・ビンニチェンコ | イリナ・モウチャン         | アナスタシヤ・リストパド   |
| 2007/2008 | キエフ               | エレオノラ・ビンニチェンコ | エカテリーナ・プロイダ     | アナスタシヤ・リストパド   |
| 2008/2009 | キエフ               | イリナ・モウチャン         | エレオノラ・ビンニチェンコ | アナスタシヤ・リストパド   |
| 2009/2010 | ドニプロペトロウシク | ナタリヤ・ポポワ           | イリナ・モウチャン         | アナスタシヤ・コノネンコ   |
| 2010/2011 | キエフ               | イリナ・モウチャン         | アナスタシヤ・コノネンコ   | Polina Ogareva             |
| 2011/2012 | キエフ               | ナタリヤ・ポポワ           | アリーナ・ミレフスカヤ     | アナスタシヤ・コノネンコ   |
| 2012/2013 | キエフ               | ナタリヤ・ポポワ           | アリーナ・ミレフスカヤ     | アンナ・フニチェンコワ     |
| 2013/2014 | キエフ               | ナタリヤ・ポポワ           | アリーナ・ミレフスカヤ     | アンナ・フニチェンコワ     |
| 2014/2015 | キエフ               | ナタリヤ・ポポワ           | アンナ・フニチェンコワ     | アリーナ・ベレツカヤ       |
| 2015/2016 | キエフ               | アナスタシア・ゴジュワ     | アンナ・フニチェンコワ     | ダリア・ゴジュワ           |
| 2016/2017 | キエフ               | アンナ・フニチェンコワ     | アナスタシア・ゴジュワ     | ダリア・ゴジュワ           |
| 2017/2018 | キエフ               | アナスタシア・アルヒポワ   | アンナ・フニチェンコワ     | アナスタシア・ゴジュワ     |
| 2018/2019 | キエフ               | アナスタシア・アルヒポワ   | アンナ・イワチェンコ       | マリナ・ジュダノヴィチ     |
| 2019/2020 | キエフ               | アナスタシア・シャボトワ   | タイシア・スペシブツェワ   | アナスタシア・ゴジュワ     |
| 2020/2021 | キエフ               | アナスタシア・シャボトワ   | タイシア・スペシブツェワ   | マリア・アンドリチュク     |
| 2021/2022 | キエフ               | アナスタシア・シャボトワ   | アナスタシア・ゴジュワ     | アナスタシア・アルヒポワ   |
| 2022/2023 | ボフスラーウ         | アナスタシア・ゴジュワ     | タイシア・スペシブツェワ   | エリザベタ・バベンコ       |
| 2023/2024 | ボフスラーウ         | アナスタシア・ゴジュワ     | タチアナ・フィルソワ       | エリザベタ・バベンコ       |
| 2024/2025 | ボフスラーウ         | ソフィア・グリゴレンコ     | タイシア・スペシブツェワ   | エリザベタ・バベンコ       |

### ペア
| 年        | 開催地               | 金                                                      | 銀                                                          | 銅                                                            |   |
| --------- | -------------------- | ------------------------------------------------------- | ----------------------------------------------------------- | ------------------------------------------------------------- | - |
| 2000/2001 |                      | アリオナ・サフチェンコ and スタニスラフ・モロゾフ       | ヴィクトリア・マキシウタ and ヴィタリー・ドゥビナ           | タチアナ・チュバエワ and ドミトリー・パラマルチュク           |   |
| 2001/2002 |                      | タチアナ・チュバエワ and ドミトリー・パラマルチュク     | ヴィクトリア・マキシウタ and ヴィタリー・ドゥビナ           |                                                               |   |
| 2002/2003 |                      | タチアナ・チュバエワ and ドミトリー・パラマルチュク     | タチアナ・ボロソジャル and ペトル・ハルチェンコ             | ユリヤ・ベロフラゾワ and アンドリイ・ベフ                     |   |
| 2003/2004 | キエフ               | タチアナ・ボロソジャル and ペトル・ハルチェンコ         | ユリヤ・ベロフラゾワ and アンドリイ・ベフ                   | Daria Bezkorovainaia and Bogdan Berezenko                     |   |
| 2004/2005 | キエフ               | タチアナ・ボロソジャル スタニスラフ・モロゾフ           | ユリヤ・ベロフラゾワ アンドリイ・ベフ                       | アリーナ・ディホチャル フィリプ・ザレウシキー                 |   |
| 2005/2006 |                      | ユリヤ・ベロフラゾワ and アンドリイ・ベフ               | アリーナ・ディホチャル and フィリプ・ザレウシキー           | アレクサンドラ・テテンコ and ドミトリー・パラマルチュク       |   |
| 2006/2007 | キエフ               | タチアナ・ボロソジャル and スタニスラフ・モロゾフ       | ユリヤ・ベロフラゾワ and アンドリイ・ベフ                   | -                                                             |   |
| 2007/2008 | キエフ               | タチアナ・ボロソジャル and スタニスラフ・モロゾフ       | エカテリーナ・コステンコ and ロマン・タラン                 | -                                                             |   |
| 2008/2009 | キエフ               | エカテリーナ・コステンコ and ロマン・タラン             | アンナ・フニチェンコワ and セルゲイ・クルバフ               | エカテリーナ・メリニク and セルゲイ・デイネカ                 |   |
| 2009/2010 | ドニプロペトロウシク | タチアナ・ボロソジャル and スタニスラフ・モロゾフ       | エカテリーナ・コステンコ and ロマン・タラン                 | ユリア・ラヴレンティエヴァ and ユーリ・ルディク               |   |
| 2010/2011 | キエフ               | ユリア・ラヴレンティエヴァ and ユーリ・ルディク         | Alexandra Gorovaya and Konstantin Medovikov                 | エリザヴェータ・ウスマンツェヴァ and イラン・アンチポロフスキ |   |
| 2011/2012 | キエフ               | ユリア・ラヴレンティエヴァ and ユーリ・ルディク         | エリザヴェータ・ウスマンツェヴァ and ウラディスラフ・リソイ | -                                                             |   |
| 2012/2013 | キエフ               | エリザヴェータ・ウスマンツェヴァ and セルゲイ・クルバフ | Alexandra Gorovaya and Sergey Deynega                       | -                                                             |   |
| 2013/2014 | キエフ               | ユリア・ラヴレンティエヴァ and ユーリ・ルディク         | エリザヴェータ・ウスマンツェヴァ and ロマン・タラン         | -                                                             |   |
| 2014/2015 | キエフ               | レナータ・オガネシアン and マルク・バルデイ             | -                                                           | -                                                             |   |
| 2015/2016 | キエフ               | レナータ・オガネシアン and マルク・バルデイ             | Anastasiya POBIZHENKO and Dmitriy SHARPAR                   | -                                                             | - |
| 2016/2017 | キエフ               | レナータ・オガネシアン and マルク・バルデイ             | -                                                           | -                                                             |   |
| 2017/2018 | キエフ               | Sofiia Nesterova / アルテム・ダレンスキー               | -                                                           | -                                                             |   |
| 2018/2019 | キエフ               | Sofiia Nesterova / アルテム・ダレンスキー               | Victoria Bychova / Ivan Khobta                              | Sofiia Holichenko / イワン・パブロフ                          |   |
| 2019/2020 | キエフ               | Kateryna Dzytsyuk / イワン・パブロフ                    | Victoria Bychova / Ivan Khobta                              | Sofia Nesterova / アルテム・ダレンスキー                      |   |
| 2020/2021 | キエフ               | Violetta Sierova / Ivan Khobta                          | Sofiia Holichenko / アルテム・ダレンスキー                  | -                                                             |   |
| 2021/2022 | キエフ               | Sofiia Holichenko / アルテム・ダレンスキー              | -                                                           | -                                                             |   |
| 2022/2023 | ボフスラーウ         | Sofiia Holichenko / アルテム・ダレンスキー              | -                                                           | -                                                             |   |
| 2023/2024 | ボフスラーウ         | Sofiia Holichenko / アルテム・ダレンスキー              | Veronika Nagorna / Vadym Galiareta                          | -                                                             |   |
| 2024/2025 | ボフスラーウ         | 非実施                                                  | 非実施                                                      | 非実施                                                        |   |

### アイスダンス
| 年                   | 開催地               | 金                                                            | 銀                                                      | 銅                                                  |
| -------------------- | -------------------- | ------------------------------------------------------------- | ------------------------------------------------------- | --------------------------------------------------- |
| 2000/2001            |                      | アーラ・ベクナザロワ and ユーリ・コチェルジェンコ             | ヴィクトリア・ポルジキナ and アレクサンドル・シャカロフ | ユリア・ゴロヴィナ and オレグ・ボイコ               |
| 2001/2002            |                      | エレーナ・グルシナ and ルスラン・ゴンチャロフ                 | ユリア・ゴロヴィナ and オレグ・ボイコ                   | アーラ・ベクナザロワ and ユーリ・コチェルジェンコ   |
| 2002/2003            |                      | ユリア・ゴロヴィナ and オレグ・ボイコ                         | マリアナ・コズロワ and セルゲイ・バラノフ               | アーラ・ベクナザロワ and ユーリ・コチェルジェンコ   |
| 2003/2004            | キエフ               | エレーナ・グルシナ and ルスラン・ゴンチャロフ                 | ユリア・ゴロヴィナ and オレグ・ボイコ                   | マリアナ・コズロワ and セルゲイ・バラノフ           |
| 2004/2005            | キエフ               | エレーナ・グルシナ ルスラン・ゴンチャロフ                     | ユリア・ゴロヴィナ オレグ・ボイコ                       | アーラ・ベクナザロワ ユーリ・コチェルジェンコ       |
| 2005/2006            |                      | エレーナ・グルシナ and ルスラン・ゴンチャロフ                 | ユリア・ゴロヴィナ and オレグ・ボイコ                   | アンナ・ザドロズニュク and セルゲイ・ベルビーロ     |
| 2006/2007            | キエフ               | アーラ・ベクナザロワ ウラジミール・ズーエフ                   | アンナ・ザドロズニュク セルゲイ・ベルビーロ             | アリーナ・サプルィキナ パヴェル・ヒミチ             |
| 2007/2008            | キエフ               | アーラ・ベクナザロワ and ウラジミール・ズーエフ               | アンナ・ザドロズニュク and セルゲイ・ベルビーロ         | アリーナ・サプルィキナ and パヴェル・ヒミチ         |
| 2008/2009            | キエフ               | アンナ・ザドロズニュク and セルゲイ・ベルビーロ               | アーラ・ベクナザロワ and ウラジミール・ズーエフ         | ナデジダ・フロレンコワ and ミハイル・カサロ         |
| 2009/2010            | ドニプロペトロウシク | アンナ・ザドロズニュク and セルゲイ・ベルビーロ               | アーラ・ベクナザロワ and ウラジミール・ズーエフ         | ナデジダ・フロレンコワ and ミハイル・カサロ         |
| 2010/2011            | キエフ               | シボーン・ヒーキン＝キャネディ and アレクサンドル・シャカロフ | ナデジダ・フロレンコワ and ミハイル・カサロ             | イリーナ・バブチェンコ and ヴィタリ・ニキフォロフ   |
| 2011/2012            | キエフ               | シボーン・ヒーキン＝キャネディ and ドミトロ・ドゥニ           | ナデジダ・フロレンコワ and ミハイル・カサロ             | イリーナ・バブチェンコ and ヴィタリ・ニキフォロフ   |
| 2012/2013            | キエフ               | シボーン・ヒーキン＝キャネディ and ドミトロ・ドゥニ           | ナデジダ・フロレンコワ and ヴィタリ・ニキフォロフ       | ダリヤ・コロティツカヤ and マクシム・スポディレフ   |
| 2013/2014            | キエフ               | シボーン・ヒーキン＝キャネディ and ドミトロ・ドゥニ           | ナデジダ・フロレンコワ and ヴィタリ・ニキフォロフ       | ロリータ・イェルマーク and アレクセイ・シュムスキー |
| 2014/2015            | キエフ               | アレクサンドラ・ナザロワ and マキシム・ニキーチン             | ロリータ・イェルマーク and アレクセイ・シュムスキー     | ヴァレリア・ガイストルク and アレクセイ・オレイニク |
| 2015/2016            | キエフ               | ヴァレリア・ガイストルク and アレクセイ・オレイニク           | Anzhelika YURCHENKO and Vladimir BELIKOV                | Mariya GOLUBTSOVA and Kirill BELOBROV               |
| 2016/2017            | キエフ               | アレクサンドラ・ナザロワ and マキシム・ニキーチン             | Dariya POPOVA and Vladimir BELIKOV                      | Yuliya ZHATA and Yan LUKOVSKIY                      |
| 2017/2018            | キエフ               | アレクサンドラ・ナザロワ / マキシム・ニキーチン               | Darya Popova / Volodymyr Byelikov                       | Yuliya Zhata / Yan Lukovskiy                        |
| 2018/2019            | キエフ               | Darya Popova / Volodymyr Byelikov                             | Yuliya Zhata / Yan Lukovskiy                            | Alisa Lupashko / Vladislav Homenskiy                |
| 2019/2020            | キエフ               | アレクサンドラ・ナザロワ / マキシム・ニキーチン               | Darya Popova / Volodymyr Byelikov                       | Mariia Holubtsova / Kyryl Bielobrov                 |
| 2020/2021            | キエフ               | アレクサンドラ・ナザロワ / マキシム・ニキーチン\|             | Mariia Holubtsova / Kyryl Bielobrov                     | Darya Popova / Volodymyr Byelikov                   |
| 2021/2022            | キエフ               | アレクサンドラ・ナザロワ / マキシム・ニキーチン               | Mariia Holubtsova / Kyryl Bielobrov                     | Anastasiia Sammel / Danylo Efremenko                |
| 2022/2023 -2024/2025 | ボフスラーウ         | 非実施                                                        | 非実施                                                  | 非実施                                              |